# Diamonds (Hawk Nelson)
Diamonds è il settimo album in studio del gruppo musicale canadese Hawk Nelson, pubblicato nel 2015.

## Tracce
1. Diamonds – 3:03
2. Drops in the Ocean – 3:24
3. Just Getting Started – 3:22
4. Live Like You're Loved – 3:48
5. Sold Out – 3:35
6. Thank God for Something – 3:25
7. Count on You – 3:00
8. Made to Live – 3:19
9. Straight Line – 3:18
10. Only You – 4:45